# قطعنامه ۱۷۰۷ شورای امنیت
قطعنامه ۱۷۰۷ شورای امنیت سازمان ملل متحد که در تاریخ ۱۲ سپتامبر ۲۰۰۶ تصویب شد، سندی بین‌المللی دربارهٔ اوضاع در افغانستان است. این قطعنامه طی نشست ۵۵۲۱ام با ۱۵ رای موافق، ۰ مخالف و ۰ ممتنع تصویب شد.